# Palmier (viennoiserie)
Pour les articles homonymes, voir Palmier (homonymie) et Cœur de France.
Le palmier est une viennoiserie à base de pâte feuilletée très longue repliée en forme de cœur, largement saupoudrée de sucre qui caramélise à la cuisson. Il est fait d'une double roulade de pâte coupée en tranches, ce qui lui donne sa forme caractéristique évoquant le feuillage du palmier. 
Le palmier existe sous forme de gâteau individuel ou de petit four sec (en accompagnements des glaces et des entremets). 

## Ingrédients
Le palmier a pour ingrédients principaux une pâte feuilletée et du sucre.

## Appellations
En Suisse romande, le palmier est connu sous le nom de Cœur de France.
Dans des pays d’Amérique latine, et notamment au Mexique, le palmier prend le nom d’ « orejas » ou de « panderas ». Ces deux termes signifient « oreilles  ».

## Sources
- Cet article est partiellement ou en totalité issu de l'article intitulé « Palmier (biscuit) » (voir la liste des auteurs).